# 延岡市立黒岩中学校
延岡市立黒岩中学校（のべおかしりつ くろいわちゅうがっこう）は、宮崎県延岡市大野町にある公立中学校。

## 沿革
- 1947年4月 - 延岡市立東海中学校黒岩分校として開校。
- 1953年1月 - 延岡市立黒岩中学校としての設立認可。
- 1954年 - 校歌制定。
- 1958年 - 体育館落成。
- 1968年 - 新校舎落成。
- 1972年 - 新運動場完成。
- 1989年 - プール完成。
- 1994年 - コンピュータ室完成。
- 2014年4月 - 延岡市立黒岩小学校と小中一貫教育（祝子の風 黒岩小中学校（延岡市立黒岩小中学校））を開始[2]。

## 概要
- 生徒数 24人
- 学級数 3（通常学級3）
- 職員数 8人

（2009年4月1日現在）

## 通学区域

### 旧黒岩小学校通学区域
- 大野町
- 岡富山（一部）
- 鹿狩瀬町
- 桑平町

- 佐野町
- 宮長町
- 妙町

## 交通
- 宮崎交通バス祝子川線 「学校下」下車 徒歩3分

## 生徒会活動・部活動など
- 陸上部
- 卓球部